# Sporting Club East Bengal 2021-2022
Questa voce raccoglie le informazioni riguardanti l'East Bengal nelle competizioni ufficiali della stagione 2021-2022.

## Maglie e sponsor
| Casa | Trasferta | Terza |

## Organigramma societario

### Staff tecnico
- Mario Rivera - Allenatore
- Angel Puebla - Vice allenatore
- Renedy Singh - Vice allenatore

## Rosa
| N. |                        | Ruolo | Calciatore                 |
| -- | ---------------------- | ----- | -------------------------- |
| 1  | India (bandiera)       | P     | Sankar Roy                 |
| 5  | India (bandiera)       | C     | Adil Khan                  |
| 6  | Paesi Bassi (bandiera) | C     | Darren Sidoel              |
| 7  | Croazia (bandiera)     | A     | Antonio Perošević          |
| 8  | India (bandiera)       | C     | Mohammed Rafique           |
| 9  | Brasile (bandiera)     | A     | Marcelo Ribeiro dos Santos |
| 10 | India (bandiera)       | C     | Jackichand Singh           |
| 11 | India (bandiera)       | A     | Subha Ghosh                |
| 12 | India (bandiera)       | D     | Joyner Lourenco            |
| 13 | India (bandiera)       | A     | Naorem Mahesh Singh        |
| 14 | India (bandiera)       | C     | Angousana Luwang           |
| 15 | India (bandiera)       | A     | Balwant Singh              |
| 16 | India (bandiera)       | C     | Songpu Singsit             |
| 17 | India (bandiera)       | D     | Sarineo Fernandes          |
| 18 | India (bandiera)       | C     | Sourav Das                 |
| 19 | India (bandiera)       | C     | Romeo Fernandes            |

| N. |                    | Ruolo | Calciatore           |
| -- | ------------------ | ----- | -------------------- |
| 20 | India (bandiera)   | D     | Hira Mondal          |
| 22 | India (bandiera)   | D     | Lalrinliana Hnamte   |
| 23 | India (bandiera)   | C     | Bikash Jairu         |
| 24 | India (bandiera)   | A     | Thongkhosiem Haokip  |
| 25 | India (bandiera)   | P     | Suvam Sen            |
| 29 | India (bandiera)   | P     | Arindam Bhattacharya |
| 33 | India (bandiera)   | C     | Loken Meitei         |
| 43 | India (bandiera)   | A     | Siddhant Shirodkar   |
| 45 | India (bandiera)   | D     | Saikhom Goutam Singh |
| 47 | India (bandiera)   | D     | Raju Gaikwad         |
| 55 | India (bandiera)   | D     | Ankit Mukherjee      |
| 71 | Croazia (bandiera) | D     | Franjo Prce          |
| 77 | Spagna (bandiera)  | C     | Fran Sota            |
| 80 | India (bandiera)   | C     | Amarjit Singh Kiyam  |
| 99 | India (bandiera)   | A     | Rahul Kumar Paswan   |

## Calciomercato
| Acquisti | Acquisti               | Acquisti        | Acquisti      |
| R.       | Nome                   | da              | Modalità      |
| -------- | ---------------------- | --------------- | ------------- |
| P        | Sankar Roy             | Hyderabad       | Fine prestito |
| P        | Arindam Bhattacharya   |                 | Svincolato    |
| P        | Suvam Sen              |                 |               |
| D        | Asheer Akhtar          | Mohammedan      | Fine prestito |
| D        | Hira Mondal            | Mohammedan      | Definitivo    |
| D        | Daniel Gomes           | Salgaocar       | Definitivo    |
| D        | Joyner Lourenco        | Jamshedpur      | Definitivo    |
| D        | Sarineo Fernandes      | FC Goa          | Definitivo    |
| D        | Lalrinliana Hnamte     | Hyderabad B     | Definitivo    |
| D        | Tomislav Mrčela        |                 | Svincolato    |
| D        | Franjo Prce            | Slaven Belupo   | Definitivo    |
| D        | Raju Gaikwad           |                 |               |
| D        | Akashdeep Singh Kahlon | Sudeva Delhi    | Definitivo    |
| D        | Saikhom Goutam Singh   |                 |               |
| D        | Ankit Mukherjee        |                 |               |
| C        | Amarjit Singh Kiyam    | FC Goa          | Prestito      |
| C        | Adil Khan              | Hyderabad       | Prestito      |
| C        | Romeo Fernandes        | FC Goa          | Definitivo    |
| C        | Jackichand Singh       | Mumbai City     | Prestito      |
| C        | Amir Dervišević        | Maribor         | Definitivo    |
| C        | Darren Sidoel          | Córdoba         | Definitivo    |
| C        | Mohammed Rafique       |                 |               |
| C        | Angousana Luwang       |                 |               |
| C        | Bikash Jairu           |                 |               |
| C        | Loken Meitei           |                 |               |
| C        | Songpu Singsit         | NEROCA          | Definitivo    |
| C        | Sourav Das             |                 |               |
| A        | Subha Ghosh            | Kerala Blasters | Prestito      |
| A        | Naorem Mahesh Singh    | Kerala Blasters | Prestito      |
| A        | Thongkhosiem Haokip    |                 | Svincolato    |
| A        | Daniel Chima           |                 | Svincolato    |
| A        | Antonio Perošević      |                 | Svincolato    |
| A        | Balwant Singh          |                 |               |
| A        | Siddhant Shirodkar     | Calangute       | Definitivo    |

| Cessioni | Cessioni              | Cessioni         | Cessioni      |
| R.       | Nome                  | a                | Modalità      |
| -------- | --------------------- | ---------------- | ------------- |
| P        | Debjit Majumder       | Chennaiyin       | Definitivo    |
| P        | Mirshad Michu         | NorthEast Utd    | Definitivo    |
| P        | Rafique Ali Sardar    |                  | Svincolato    |
| D        | Lalramchullova        | Mohammedan       | Definitivo    |
| D        | Narayan Das           | Chennaiyin       | Definitivo    |
| D        | Calum Woods           | Bala Town        | Definitivo    |
| D        | Sarthak Golui         | Bengaluru        | Definitivo    |
| D        | Gurtej Singh          | Punjab FC        | Definitivo    |
| D        | Daniel Fox            |                  | Svincolato    |
| D        | Novin Gurung          | Indian Navy      | Definitivo    |
| D        | Rana Gharami          | Bengaluru United | Definitivo    |
| D        | Samad Ali Mallick     | Sreenidi Deccan  | Definitivo    |
| D        | Lalramchullova        | Mohammedan       | Definitivo    |
| D        | Asheer Akhtar         | Mohammedan       | Definitivo    |
| D        | Haobam Singh          |                  | Svincolato    |
| C        | Matti Steinmann       | Brisbane Roar    | Definitivo    |
| C        | Jacques Maghoma       | Spalding Utd     | Definitivo    |
| C        | Ajay Chhetri          | Bengaluru        | Fine prestito |
| C        | Anthony Pilkington    | Fleetwood Town   | Definitivo    |
| C        | Milan Singh           | Mohammedan       | Definitivo    |
| C        | Brandon Vanlalremdika | Mohammedan       | Definitivo    |
| C        | Sehnaj Singh          | NorthEast Utd    | Definitivo    |
| C        | Cavin Lobo            | Vasco            | Definitivo    |
| C        | Yumnam Singh          | Bengaluru United | Definitivo    |
| C        | Surchandra Singh      | Real Kashmir     | Definitivo    |
| C        | Eugeneson Lyngdoh     |                  | Svincolato    |
| A        | Bright Enobakhare     | Coventry City    | Definitivo    |
| A        | Harmanpreet Singh     | Bengaluru        | Definitivo    |
| A        | Aaron Amadi-Holloway  | Burton Albion    | Definitivo    |
| A        | Girik Khosla          | Sreenidhi        | Definitivo    |
| A        | C.K. Vineeth          | Punjab FC        | Definitivo    |
| A        | Jeje Lalpekhlua       |                  | Svincolato    |

### Mercato invernale
| Acquisti | Acquisti             | Acquisti     | Acquisti   |
| R.       | Nome                 | da           | Modalità   |
| -------- | -------------------- | ------------ | ---------- |
| D        | Huidrom Naocha Singh | Mumbai City  | Prestito   |
| D        | Ananta Tamang        | Three Star   | Definitivo |
| C        | Fran Sota            |              | Svincolato |
| A        | Marcelo Ribeiro      | Gil Vicente  | Prestito   |
| A        | Rahul Kumar Paswan   | BSS Sporting | Definitivo |

| Cessioni | Cessioni               | Cessioni      | Cessioni   |
| R.       | Nome                   | a             | Modalità   |
| -------- | ---------------------- | ------------- | ---------- |
| D        | Akashdeep Singh Kahlon | Rajasthan Utd | Definitivo |
| D        | Tomislav Mrčela        |               | Svincolato |
| C        | Amir Dervišević        |               | Svincolato |
| A        | Daniel Chima           | Jamshedpur    | Definitivo |

### Post stagione
| Acquisti | Acquisti | Acquisti | Acquisti |
| R.       | Nome     | da       | Modalità |
| -------- | -------- | -------- | -------- |

| Cessioni | Cessioni             | Cessioni        | Cessioni      |
| R.       | Nome                 | a               | Modalità      |
| -------- | -------------------- | --------------- | ------------- |
| D        | Ananta Tamang        | Chitwan         | Definitivo    |
| D        | Daniel Gomes         | Kenkre          | Definitivo    |
| D        | Huidrom Naocha Singh | Mumbai City     | Fine prestito |
| D        | Lalrinliana Hnamte   | ATK Mohun Bagan | Definitivo    |

### Cambio di allenatore
| Allenatore in uscita | Motivo  | Dal              | Fino al          | Allenatore in entrata | A partire dal  |
| -------------------- | ------- | ---------------- | ---------------- | --------------------- | -------------- |
| Manolo Díaz          | Esonero | 8 settembre 2021 | 31 dicembre 2021 | Mario Rivera          | 1 gennaio 2022 |

## Risultati

### Calcutta Premier Division

#### 1º turno
| Kalyani 31 agosto 2021, ore 11:15 UTC+5:30 2ª giornata | Bhawanipore | 3 – 0 referto | East Bengal | Kalyani Stadium |

| Kalyani 3 settembre 2021, ore 11:15 UTC+5:30 3ª giornata | East Bengal | 0 – 3 referto | United | Kalyani Stadium |

| 7 settembre 2021, ore 19:00 UTC+5:30 4ª giornata | East Bengal | 0 – 3 referto | BSS |  |

| 12 settembre 2021, ore 19:00 UTC+5:30 5ª giornata | East Bengal | 0 – 3 referto | Mohammedan |  |

| 15 settembre 2021, ore 19:00 UTC+5:30 6ª giornata | East Bengal | 0 – 3 referto | Railways |  |

| 2021, ore 19:00 UTC+5:30 7ª giornata | East Bengal | 0 – 3 | Southern Samity |  |

#### Andamento in campionato
| Giornata  | 1 | 2 | 3 | 4 | 5 | 6 | 7 |
| --------- | - | - | - | - | - | - | - |
| Luogo     | X | T | C | C | C | C | C |
| Risultato | X | P | P | P | P | P | P |
| Posizione | 5 | 7 | 7 | 7 | 7 | 7 | 7 |

Legenda:

Luogo: C = Casa; T = Trasferta. Risultato: V = Vittoria; N = Pareggio; P = Sconfitta.

#### 1º turno qualificazione
| 28 settembre 2021, ore 11:15 UTC+5:30 | Aryan | 3 – 0 referto | East Bengal |  |

Gli incontri con Bhawanipore, United, BSS, Mohammedan, Railways, Southern Samity e Aryan sono stati persi 3 a 0 a tavolino dopo la comunicazione dell'East Bengal dell'indisponibilità della propria squadra all'IFA.

### Indian Super League
| Arbitro: | Crystal J. |

|                 |           |                     |
| Franjo Prce 17’ | Marcatori | 45+6’ Peter Hartley |

| Arbitro: | Kumar Gupta R. |

|  |           |                                                    |
|  | Marcatori | 12’ Roy Krishna 14’ Manvir Singh 23’ Liston Colaco |

| Arbitro: | Kundu H. |

|                                                                                              |           |                                                                         |
| Héctor Rodas 34’, 40’ Javi Hernández 45+1’ Aridai Cabrera 71’, 90+3’ Isak Vanlalruatfela 82’ | Marcatori | 14’ Darren Sidoel 80’ Thongkhosiem Haokip 90’ 90+2’ (Rig.) Daniel Chima |

| Mormugao 3 dicembre 2021, ore 15:00 UTC+5:30 4ª giornata | Chennaiyin | 0 – 0 referto | East Bengal | Tilak Maidan Stadium (0 spett.)\| Arbitro: \| Crystal J. \| |
| Arbitro:                                                 | Crystal J. |               |             |                                                             |

| Arbitro: | Srikrishna C. |

|                                                |           |                                                                              |
| Antonio Perošević 26’, 60’ Amir Dervišević 37’ | Marcatori | 14’, 80’ Alberto Noguera 32’ (Rig.) Jorge Ortiz 44’ (A.g.) Antonio Perošević |

| Arbitro: | Venkatesh R. |

|                     |           |                    |
| Tomislav Mrčela 37’ | Marcatori | 45’ Álvaro Vázquez |

| Arbitro: | Kumar Gupta R. |

|                                       |           |  |
| V.P. Suhair 61’ Patrick Flottmann 68’ | Marcatori |  |

| Arbitro: | Purkayastha A. |

|                         |           |                     |
| Bartholomew Ogbeche 35’ | Marcatori | 21’ Amir Dervišević |

| Arbitro: | Kundu H. |

|                       |           |                         |
| Sourav Das 56’ (A.g.) | Marcatori | 28’ Thongkhosiem Haokip |

| Mormugao 7 gennaio 2021, ore 15:00 UTC+5:30 11ª giornata | East Bengal | 0 – 0 referto | Mumbai City | Tilak Maidan Stadium (0 spett.)\| Arbitro: \| Nathan S. \| |
| Arbitro:                                                 | Nathan S.   |               |             |                                                            |

| Arbitro: | Crystal J. |

|                   |           |  |
| Ishan Pandita 88’ | Marcatori |  |

| Arbitro: | Purkayastha A. |

|                     |           |                      |
| Alberto Noguera 37’ | Marcatori | 9’, 42’ Naorem Singh |

| Arbitro: | Kumar Gupta R. |

|  |           |                                                       |
|  | Marcatori | 21’, 44’, 74’ Bartholomew Ogbeche 45+1’ Aniket Jadhav |

| Arbitro: | Crystal J. |

|                                 |           |                   |
| Kiyan Nassiri 64’, 90+3’, 90+4’ | Marcatori | 56’ Darren Sidoel |

| Arbitro: | Kanojia A. |

|                                            |           |                                                |
| Darren Sidoel 61’ Lalrinliana Hnamte 90+1’ | Marcatori | 2’ (A.g.) Hira Mondal 15’ Ninthoinganba Meetei |

| Arbitro: | Rowan A. |

|                       |           |                                 |
| Antonio Perošević 64’ | Marcatori | 23’ Jonathas 75’ Javi Hernández |

| Arbitro: | Kanojia A. |

|                 |           |  |
| Bipin Singh 51’ | Marcatori |  |

| Arbitro: | Nagvenkar T. |

|                              |           |                     |
| Antonio Perošević 55’ (Rig.) | Marcatori | 45+2’ Marco Sahanek |

| Arbitro: | Nathan S. |

|  |           |                   |
|  | Marcatori | 24’ Sunil Chhetri |

| Arbitro: | Purkayastha A. |

|                  |           |  |
| Enes Sipović 49’ | Marcatori |  |

#### Andamento in campionato
| Giornata  | 1 | 2 | 3  | 4  | 5  | 6  | 7  | 8  | 9  | 10 | 11 | 12 | 13 | 14 | 15 | 16 | 17 | 18 | 19 | 20 | 21 | 22 |
| --------- | - | - | -- | -- | -- | -- | -- | -- | -- | -- | -- | -- | -- | -- | -- | -- | -- | -- | -- | -- | -- | -- |
| Luogo     | C | C | T  | T  | C  | C  | T  | T  | X  | T  | C  | T  | T  | C  | T  | C  | C  | T  | C  | C  | T  | X  |
| Risultato | N | P | P  | N  | P  | N  | P  | N  | X  | N  | N  | P  | V  | P  | P  | N  | P  | P  | N  | P  | P  | X  |
| Posizione | 5 | 8 | 10 | 10 | 11 | 11 | 11 | 11 | 11 | 11 | 11 | 11 | 10 | 11 | 11 | 10 | 10 | 11 | 11 | 11 | 11 | 11 |

Legenda:

Luogo: C = Casa; T = Trasferta. Risultato: V = Vittoria; N = Pareggio; P = Sconfitta.